# Wimsheim
Wimsheim ist eine Gemeinde im Enzkreis in Baden-Württemberg, etwa 12 Kilometer südöstlich von Pforzheim und 18 Kilometer westlich von Leonberg gelegen.

## Geografie

### Geografische Lage
Wimsheim liegt zwischen 390 und 496 Metern Höhe eingebettet ins obere Grenzbachtal im Heckengäu. Der Grenzbach entspringt in Wimsheim.

### Nachbargemeinden
Nachbargemeinden von Wimsheim sind Wurmberg, Mönsheim, Friolzheim, Tiefenbronn und Pforzheim.

### Gliederung
Zur Gemeinde Wimsheim gehören außer dem gleichnamigen Dorf keine weiteren Ortschaften. Im Gemeindegebiet liegt die Wüstung Ütingen oder Itingen.

## Geschichte

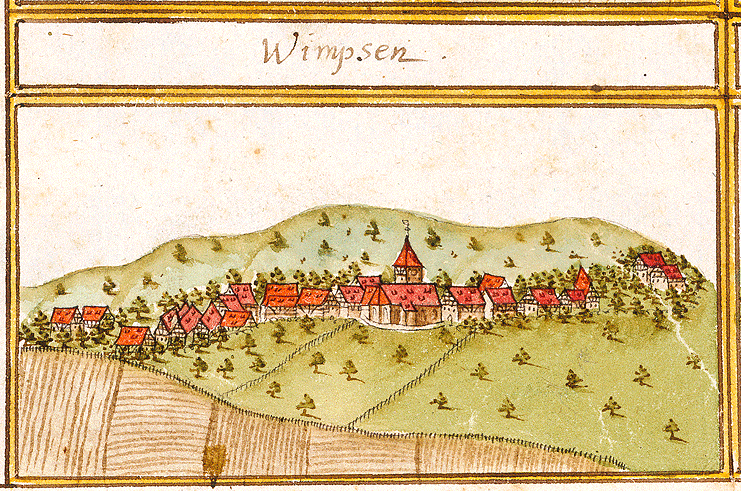
Wimsheim im Forstlagerbuch von 1682 Andreas Kieser

### Übersicht
Wimsheim wurde erstmals 1229 als Gut des Klosters Bebenhausen unter den Namen Winoldishen, Winmotesheim, Wimesheim und Wimitesheim urkundlich erwähnt. 1232 wurde es an das Kloster Maulbronn verkauft. Nach dem bayerisch-pfälzischen Erbfolgekrieg kam es mit dem Kloster 1504 an Württemberg und blieb in altwürttembergischer Zeit dem Klosteramt Maulbronn zugeordnet. 1634, im Dreißigjährigen Krieg, wurde der Ort niedergebrannt. Die meisten Einwohner, bis auf etwa ein Dutzend, kamen in jener Zeit durch Pest und Hunger ums Leben.
Ab 1809 gehörte Wimsheim zum Oberamt Leonberg im 1806 gegründeten Königreich Württemberg. Bei der Kreisreform während der NS-Zeit in Württemberg gelangte die Gemeinde 1938 zum Landkreis Leonberg. 1945 bis 1952 war Wimsheim ein Teil des Nachkriegslandes Württemberg-Baden, das 1945 in der Amerikanischen Besatzungszone gegründet worden war. 1952 gelangte die Gemeinde zum neuen Bundesland Baden-Württemberg. Seit der Auflösung des Landkreises Leonberg am 1. Januar 1973 liegt der Ort im Enzkreis und somit im Regierungsbezirk Karlsruhe.

### Religionen
In Wimsheim gibt es eine evangelische Kirchengemeinde, die zum Kirchenbezirk Leonberg der Württembergischen Landeskirche gehört.
Die katholische Kirchengemeinde heißt Heilig Geist und ist ein Zusammenschluss aus den Gemeinden Wimsheim, Friolzheim und Heimsheim im katholischen Dekanat Mühlacker. Die katholische Kirche in Wimsheim wurde 1962 erbaut. Im Jahre 2006 wurde die Kirchenorgel erneuert.

### Einwohnerentwicklung
- 1648: ca. 0012 Einwohner als Folge des Dreißigjährigen Krieges
- 1654: ca. 0067 Einwohner
- 1945: ca. 0850 Einwohner
- 1950: ca. 1.100 Einwohner
- 1961:  1.370 Einwohner
- 1970:  1.813 Einwohner
- 1975:  1.749 Einwohner
- 1980:  1.938 Einwohner
- 1985:  1.988 Einwohner
- 1990:  2.210 Einwohner
- 1995:  2.445 Einwohner
- 2000:  2.639 Einwohner
- 2005:  2.688 Einwohner
- 2010:  2.687 Einwohner
- 2015:  2.815 Einwohner
- 2020:  2.854 Einwohner
- 2021:  2.848 Einwohner

## Politik

### Gemeinderat
Der Gemeinderat in Wimsheim besteht aus den 12 gewählten ehrenamtlichen Gemeinderäten und dem Bürgermeister als Vorsitzendem. Der Bürgermeister ist im Gemeinderat stimmberechtigt.
Die Kommunalwahl am 9. Juni 2024 führte zu folgendem Ergebnis.
| Parteien und Wählergemeinschaften | Parteien und Wählergemeinschaften | % 2024  | Sitze 2024 | % 2019  | Sitze 2019 | Kommunalwahl 2024 %50403020100 35,65 %48,61 %15,74 %n. k. % FWBfWBIWMGewinne und Verlusteim Vergleich zu 2019 %p 14 12 10 8 6 4 2 0 −2 −4 −6 −8−10−12−14+0,49 %p+13,22 %p−1,43 %p−12,28 %pFWBfWBIWM |
| FW                                | Freie Wähler                      | 35,65   | 4          | 35,16   | 4          | Kommunalwahl 2024 %50403020100 35,65 %48,61 %15,74 %n. k. % FWBfWBIWMGewinne und Verlusteim Vergleich zu 2019 %p 14 12 10 8 6 4 2 0 −2 −4 −6 −8−10−12−14+0,49 %p+13,22 %p−1,43 %p−12,28 %pFWBfWBIWM |
| BfW                               | Bürger für Wimsheim               | 48,61   | 6          | 35,39   | 4          | Kommunalwahl 2024 %50403020100 35,65 %48,61 %15,74 %n. k. % FWBfWBIWMGewinne und Verlusteim Vergleich zu 2019 %p 14 12 10 8 6 4 2 0 −2 −4 −6 −8−10−12−14+0,49 %p+13,22 %p−1,43 %p−12,28 %pFWBfWBIWM |
| BI                                | Liste Bürgerinitiative            | 15,74   | 2          | 17,17   | 2          | Kommunalwahl 2024 %50403020100 35,65 %48,61 %15,74 %n. k. % FWBfWBIWMGewinne und Verlusteim Vergleich zu 2019 %p 14 12 10 8 6 4 2 0 −2 −4 −6 −8−10−12−14+0,49 %p+13,22 %p−1,43 %p−12,28 %pFWBfWBIWM |
| WM                                | Wimsheim.Miteinander              | –       | –          | 12,28   | 2          | Kommunalwahl 2024 %50403020100 35,65 %48,61 %15,74 %n. k. % FWBfWBIWMGewinne und Verlusteim Vergleich zu 2019 %p 14 12 10 8 6 4 2 0 −2 −4 −6 −8−10−12−14+0,49 %p+13,22 %p−1,43 %p−12,28 %pFWBfWBIWM |
| gesamt                            | gesamt                            | 100,0   | 12         | 100,0   | 12         | Kommunalwahl 2024 %50403020100 35,65 %48,61 %15,74 %n. k. % FWBfWBIWMGewinne und Verlusteim Vergleich zu 2019 %p 14 12 10 8 6 4 2 0 −2 −4 −6 −8−10−12−14+0,49 %p+13,22 %p−1,43 %p−12,28 %pFWBfWBIWM |
| Wahlbeteiligung                   | Wahlbeteiligung                   | 72,04 % | 72,04 %    | 68,75 % | 68,75 %    | Kommunalwahl 2024 %50403020100 35,65 %48,61 %15,74 %n. k. % FWBfWBIWMGewinne und Verlusteim Vergleich zu 2019 %p 14 12 10 8 6 4 2 0 −2 −4 −6 −8−10−12−14+0,49 %p+13,22 %p−1,43 %p−12,28 %pFWBfWBIWM |

### Bürgermeister
| Amtszeit        | Bürgermeister                                                             | Amtsdauer |
| --------------- | ------------------------------------------------------------------------- | --------- |
| 1930 – ca. 1941 | Hans Sautter                                                              | 11 Jahre  |
| ca. 1941–1948   | kein demokratisch gewählter Bürgermeister (kriegs- und besatzungsbedingt) |           |
| 1948 – 1966     | Hans Sautter                                                              | 18 Jahre  |
| 1966 – 1978     | Wilfried Reichert                                                         | 12 Jahre  |
| 1978 – 2010     | Karlheinz Schühle                                                         | 32 Jahre  |
| seit 2010       | Mario Weisbrich                                                           | 14 Jahre  |

Mario Weisbrich wurde erstmals im April 2010 zum neuen Bürgermeister gewählt, davor war er in Kämpfelbach Bauamtsleiter.

## Wirtschaft und Infrastruktur
Geplant war, dass Wimsheim eine Anschlussstelle an der projektierten Bundesautobahn 82 (Karlsruhe – Stuttgart) erhält. Dieser Autobahnanschluss ist jedoch nie gebaut worden.
Im Jahr 2022 erzielte Wimsheim Einnahmen aus der Gewerbesteuer in Höhe von 2,0 Millionen Euro. Mit einem Gewerbesteuerhebesatz von 320 % gehört Wimsheim zu den steuerlich attraktivsten Gemeinden Deutschlands.
Mit C. Hafner besitzt ein großer deutscher Aufbereiter und Verarbeiter von Edelmetallen seinen Hauptsitz in Wimsheim.

## Kultur und Sehenswürdigkeiten

### Bauwerke

#### Wimsheimer Spargel

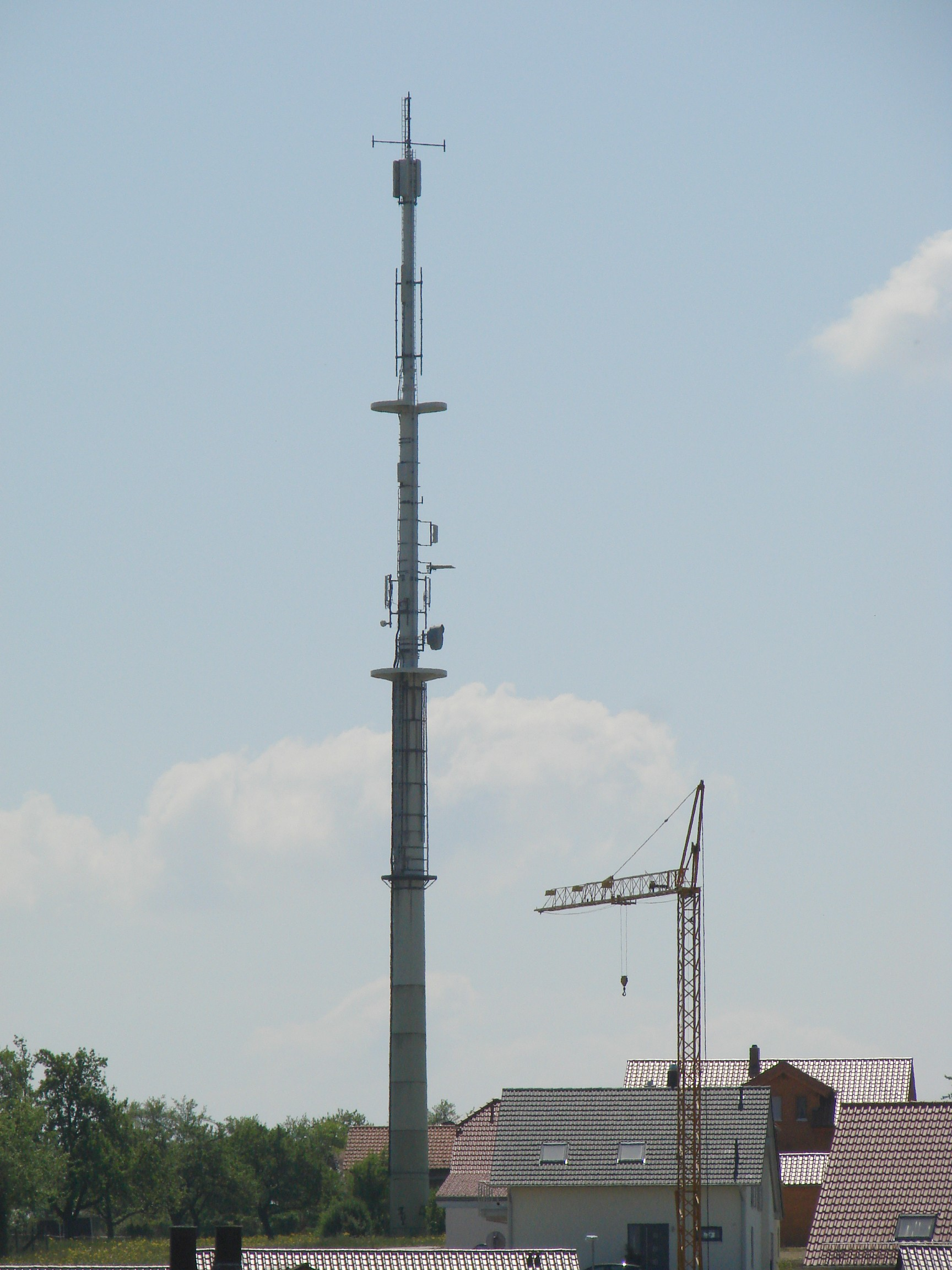
Mobilfunkturm

Der Wimsheimer Spargel ist ein 1992 errichteter, 76 Meter hoher Mobilfunkturm in Stahlbetonbauweise auf dem Leimenbuckel bei 8°49'52" östlicher Länge und 48°50'53" nördlicher Breite.

#### Wimsheimer Dom

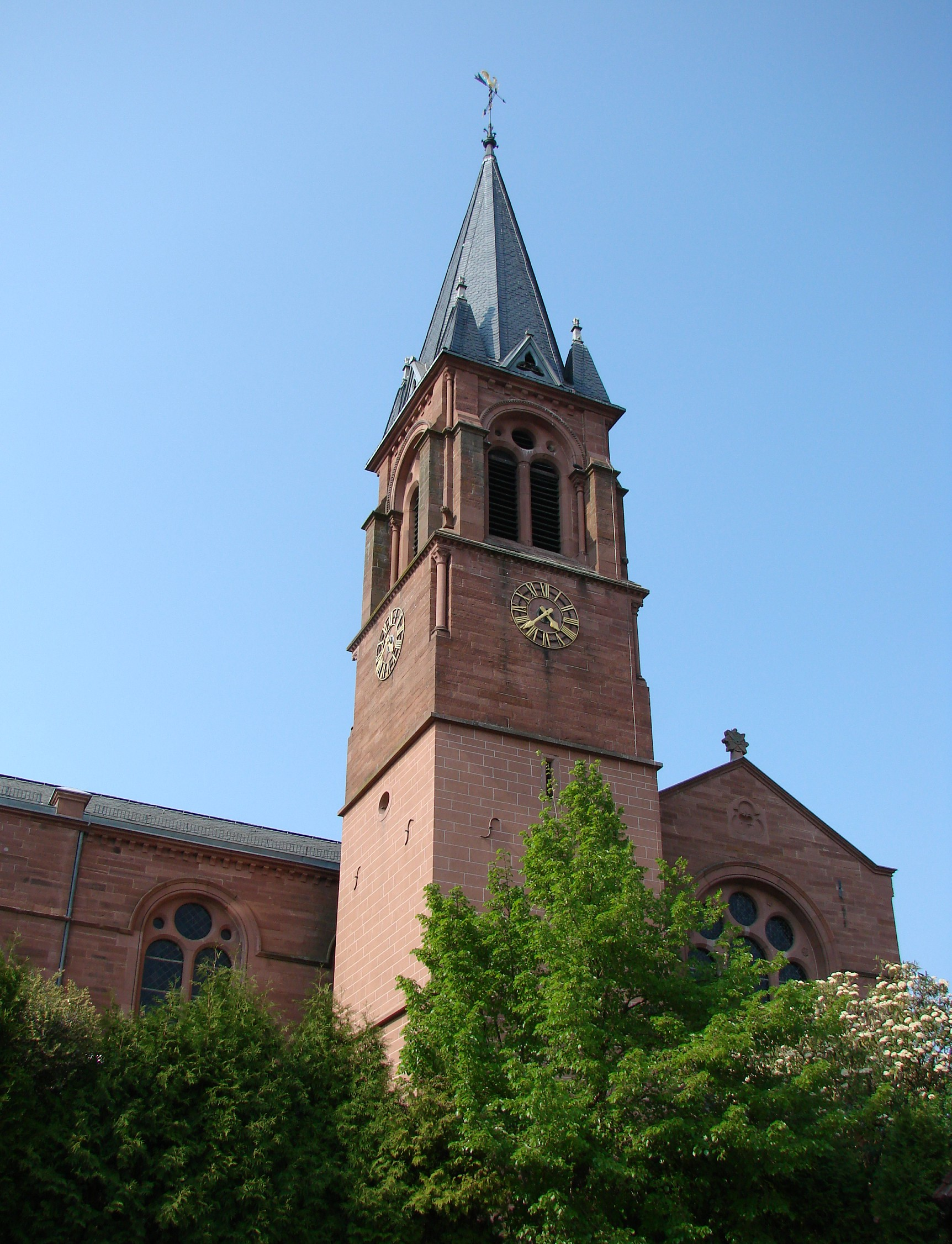
Michaelskirche, Südseite

Die Michaelskirche wurde 1883, an alter Stelle und unter Verwendung des spätmittelalterlichen Turmes von 1514, historisierend in neuromanischen Formen neu erbaut. Architekt war Robert von Reinhardt, der auch die Johannes-Brenz-Kirche in Weil der Stadt entwarf. Als Baumaterial wurde der Buntsandstein der örtlichen Umgebung verwendet.
Die Orgel, zu Beginn des 19. Jahrhunderts von Viktor Gruol erbaut, stammt aus Mönsheim. Sie wurde bereits für die Vorgängerkirche erworben und in den Neubau übernommen. Sie besitzt ein Manual und zehn Register. Der Prospekt steht unter Denkmalschutz.

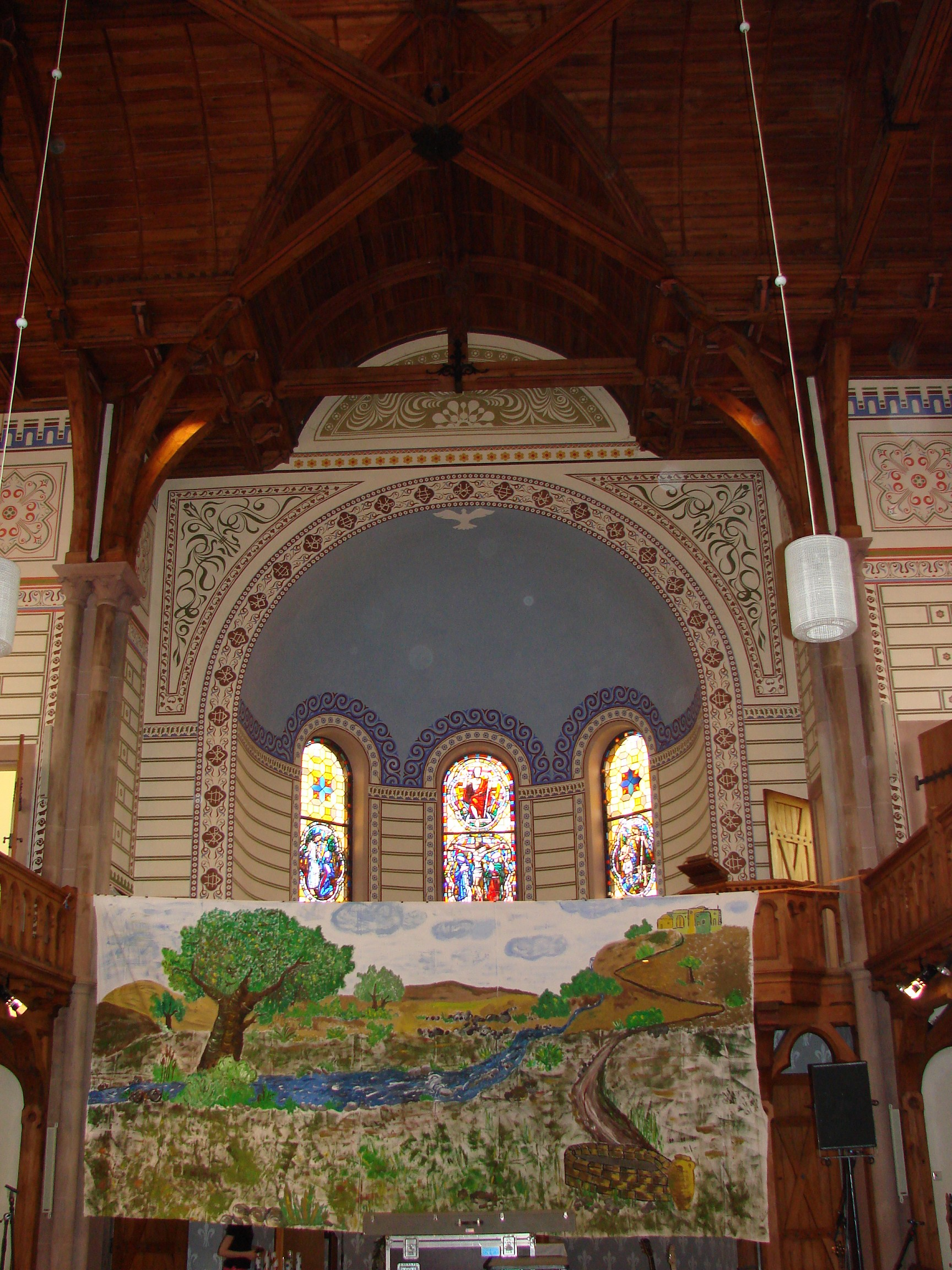
Innenansicht der Michaelskirche

Eine Besonderheit ist die ornamentale Wandbemalung im Jugendstil. Sie ergänzt die Architektur durch Abschlussborten oder angedeutete Quadersteine, und sie enthält Elemente der christlichen Symbolik wie Palmwedel, Weinreben oder das Fischsymbol.
Die Kirche ist 30 m lang, der Chor ist 21 m breit, der Turm ohne Hahn 34 m hoch. Wegen ihrer imposanten Erscheinung wird die Kirche von der Bevölkerung Wimsheimer Dom genannt.

### Regelmäßige Veranstaltungen
- Bauernmarkt: Am letzten Februarsamstag oder ersten Märzsamstag, in der Hagenschießhalle.
- Maifeier: Am 1. Mai bei der Radsporthalle auf dem Christian-Jentner-Platz.
- Göckelesessen: Pfingstsamstag und Pfingstsonntag, beim Schützenhaus.
- Sportfest: Fronleichnam-Wochenende von Mittwoch bis Sonntag, auf dem Sportgelände am Mühlweg.
- Rettichfest: Am letzten Junisonntag oder ersten Julisonntag, Festplatz bei der Sporthalle auf dem Christian-Jentner-Platz.
- Straßenfest: Wochenende am 3. Sonntag im Juli, in der Ortsmitte.

## Söhne und Töchter der Gemeinde
- Christian Friedrich Spittler (1782–1867), Sekretär der Basler Christentumsgesellschaft